# Colonización curlandesa de América

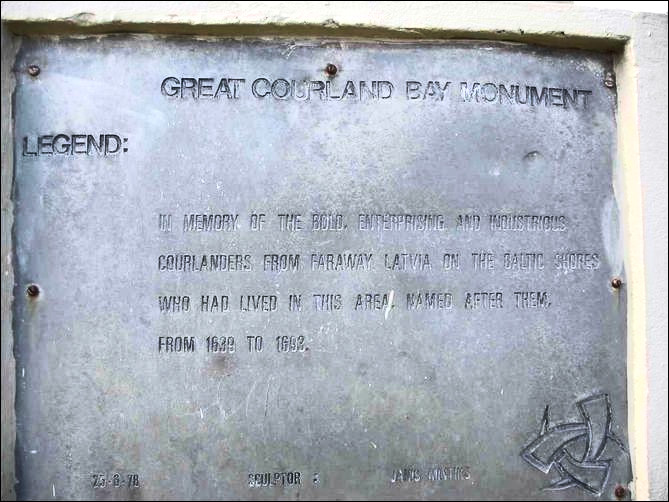
Placa en el monumento a la colonización curlandesa en Tobago (1976) en Plymouth.

El Ducado de Curlandia llevó a cabo un intento de establecimiento colonial en América con la creación de la colonia de Nueva Curlandia en la isla de Tobago, en Trinidad y Tobago, durante el siglo xvii, entre 1654 y 1659, y de nuevo entre 1680 y 1690.

## Historia

### Antecedentes
Desde 1569 el Ducado de Curlandia fue un estado vasallo del Gran Ducado de Lituania, en la actual Letonia, con una población de sólo 200.000 habitantes. El duque Jacob Kettler propició la época de máxima prosperidad del ducado. Influenciado por las ideas mercantilistas, desarrolló la industria del metal y la naval y estableció alianzas comerciales con Inglaterra, Francia o Países Bajos, contra quien España libraba la guerra de los Ochenta Años.
Curlandia, apoyada por los Países Bajos, realizó en 1637 un primer intento fallido de establecimiento en América con una expedición de 212 colonos en la isla caribeña de Tobago, bajo soberanía de la provincia de Trinidad española. Países Bajos ejercía en el caribe una importante presión anexionista a costa de los territorios españoles con numerosos establecimientos y colonias en el caribe, habiendo intentado establecer en Tobago la colonia de Nueva Walcheren. En 1639 se realizó un segundo intento de establecimiento, que también fracasó. Un tercer intento tuvo lugar en 1642, esta vez llevado a cabo con dos barcos capitaneados por Cornelius Caroon. Esta expedición tuvo lugar en la bahía de Curlandia (Plymouth) y fue expulsada por los indígenas caribes. Con una de las mayores flotas mercantes de Europa y con apoyo inglés, en 1651 Curlandia estableció una colonia negrera en la isla Kunta Kinteh (Gambia) para el comercio triangular. 

### Nueva Curlandia 1654-1659
El 20 de mayo de 1654 Curlandia logró conquistar Tobago con el barco Das Wappen der Herzogin von Kurland, barco de 44 cañones con 25 oficiales, 124 soldados de Curlandia y 80 familias de colonos para ocupar Tobago al mando del capitán Willem Mollens. Con el establecimiento de Nueva Curlandia, al suroeste de la isla se fundó población de Jekaba pilseta (ciudad de Jacobo) con una iglesia luterana y el fuerte Jekabforts (fuerte Jacobo, Plymouth). De manera simultánea, Países Bajos se estableció en la isla, fundado el fuerte de Lampsinsberg. La colonia pronto superó numéricamente el asentamiento de Curlandia. En 1657 llegaron 120 colonos de Curlandia, sin embargo, la colonia neerlandesa llegaría a los 1200 habitantes al año siguiente cuando 500 franceses se les unieron. Los bienes exportados a Europa incluyen azúcar, tabaco, café, algodón, jengibre, añil, ron, cacao, caparazones de tortuga, pájaros tropicales y sus plumas. En el periodo de 1654 a 1659 aproximadamente 4.500 esclavos de la colonia curlandesa de Gambia fueron traídos a Tobago.
Países Bajos se hizo con el control efectivo Nueva Curlandia de 1658 a 1660 durante el cautiverio del duque Jacob Kettler por el ejército Sueco durante la Gran guerra del Norte. El gobernador Hubert de Bevere rindió el fuerte Jacobo el 11 de diciembre de 1659, y las factorías curlandesas fueron destruidas.

### Decadencia y venta a Inglaterra (1693)
El Tratado de Oliva (firmado cerca de Danzig) de 1660 resolvió los conflictos entre Suecia y la república de las Dos Naciones (Polonia) y Curlandia recobró Tobago. La destrucción de las instalaciones de Nueva Curlandia, la amenaza holandesa y la inestabilidad política de la metrópoli ocasionó la decadencia de la colonia, que fue abandonada en 1666, posiblemente tras un ataque pirata. Curlandia trató de recuperar el fuerte Jacobo y el control del territorio de Tobago en 1668, siendo derrotados por los holandeses. Los intentos por recobrar Tobago se sucedieron con breves periodos de ocupación efectiva de 1680 a 1683 y de 1686 a 1690.
En 1693 el duque Federico Casimiro Kettler vendió la Nueva Curlandia al reino de Inglaterra, que ya controlaba Jamaica en el caribe. 

## Gobernadores de Nueva Curlandia
| Año       | Gobernador de Nueva Curlandia |
| --------- | ----------------------------- |
| 1642–1643 | Edward Marshall               |
| 1643–1650 | Cornelius Caroon              |
| 1654      | Adrien Lampsius               |
| 1656–1659 | Hubert de Beveren             |
| 1660–1689 |                               |